# Ладо Амброжич
Ладислав Амброжич - Ладо Новљан (Чатеж на Сави, код Брежица, 10. март 1908 — Голо, код Љубљане, 16. јун 2004), учесник Народноослободилачког рата и генерал-мајор ЈНА.

## Биографија
Рођен је 10. марта 1908. године у Чатежу на Сави, код Брежица. Пре Другог светског рата био је учитељ.
Године 1941. отишао је у партизане и постао члан Комунистичке партије Југославије. У току Народноослободилачког рата обављао је многе високе дужности:
- командант Четврте словеначке ударне бригаде „Матија Губец“
- командант Треће оперативне зоне Словеније
- командант Деветог словеначког корпуса НОВЈ
- начелник Главног штаба НОВ и ПО Словеније

После ослобођења завршио је Вишу војну академију ЈНА и обављао разне одговорне дужности у Југословенском ратном ваздухопловству. Године 1953. је пребачен у резерву и прешао је да ради у привреди.
Године 1983. постао је почасни грађанин Нове Горице.
Носилац је Партизанске споменице 1941. Одликован је Орденом партизанске звезде са златним венцем и Орденом заслуге за народ са златном звездом, а 1998. поводом његовог 90-ог рођендана председник Словеније, Милан Кучан, га је одликовао Златним орденом слободе Републике Словеније.
Написао је монографије „Партизанска противофанзива“, 1965. и „Поход штиринајсте“ 1968. године.
Умро је 16. јуна 2004. године у месту Голо, код Љубљане.